# Villena
|  | Aquest article tracta sobre la ciutat de Villena. Vegeu-ne altres significats a «Villena (desambiguació)». |

Villena és un municipi del sud-oest del País Valencià situat a la comarca de l'Alt Vinalopó. Limita amb Castella-la Manxa i la Regió de Múrcia per l'oest i amb les comarques de la Costera i la Vall d'Albaida pel nord. Cap de partit judicial i de la comarca de l'Alt Vinalopó, està situat a una altitud de 504 msnm i el seu terme municipal inclou una extensió de 345,6 km² (el segon més gran de la circumscripció d'Alacant). Té 33.964 habitants (INE 2019).
El municipi va ser afegit al País Valencià amb la creació de les províncies espanyoles i les modificacions de 1836.

## Geografia
| Zona urbana Centre històric Edifici d'interès Zona verda Zona industrial | Carretera principal Carretera secundària Autovia A-31 Ferrocarril Via verda |

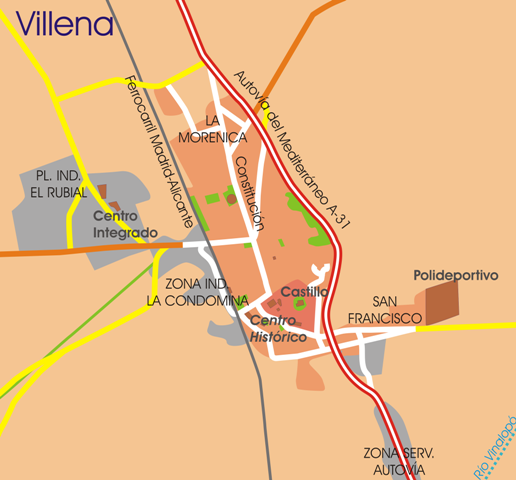
Plànol esquemàtic de la ciutat, amb les principals vies d'accés i comunicació.
Zona urbana
Centre històric
Edifici d'interès
Zona verda
Zona industrial
Carretera principal
Carretera secundària
Autovia A-31
Ferrocarril
Via verda

Villena és al nord-oest de les Comarques del Sud, en la comarca de l'Alt Vinalopó. Es troba en una important cruïlla de camins entre el País Valencià, Múrcia i Castella-la Manxa, a les quals s'accedix en pocs minuts. El seu singular enclavament geogràfic, entorn de pobles com Biar, Saix, la Font de la Figuera, Iecla i Cabdet ha fet que, des de l'antiguitat, Villena siga un important nus de comunicacions conegut com el "Passadís de Villena". El seu ampli terme municipal (345,6 km²) és el segon amb major superfície de la província d'Alacant.

### Localitats limítrofes
Localitats limítrofes
|                      | Nord:, la Font de la Figuera, Fontanars, Cabdet, Almansa |                                                                                  |
| Oest: Iecla, Jumella | Villena                                                  | Est: Biar, la Canyada de Biar, el Camp de Mirra, Beneixama, Banyeres de Mariola. |
|                      | Sud: el Pinós, Monòver, Salines, Saix                    |                                                                                  |

### Relleu

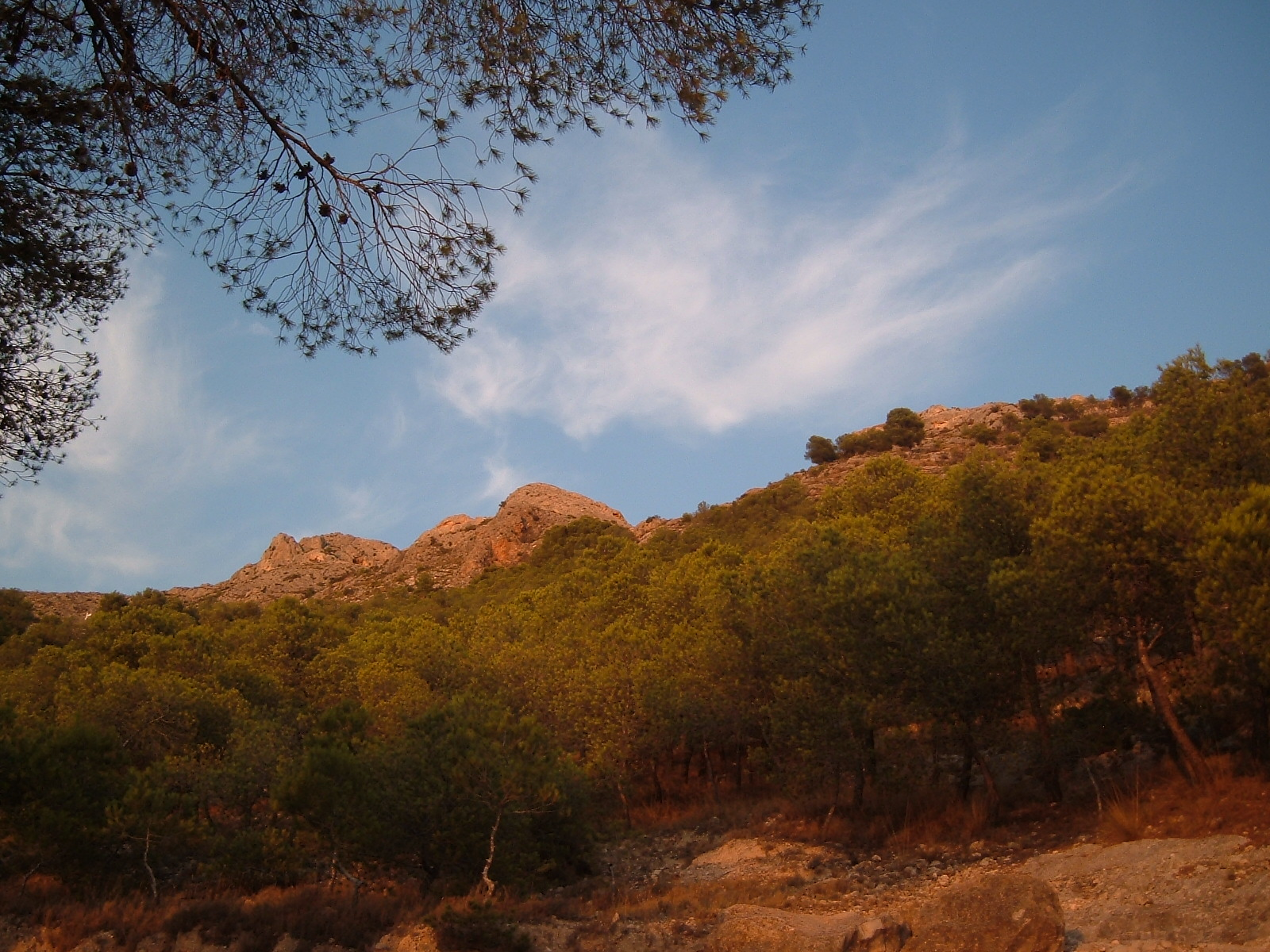
Serra de la Vila, en primer pla la pinada, dalt a la dreta les ruïnes del castell de Salvatierra.

La zona pot enquadrar-se dins de les àrees dels corredors intermontans o passadissos prebètics. Per la seua situació i configuració, es considera un altiplà amb trets de transició entre el paisatge manxec i el valentí.
Pel que fa a la seva gènesi, el relleu present en el terme de Villena i comarca està relacionat amb dos factors: les condicions climàtiques i la tipologia del rocam. La zona està sotmesa a l'acció d'un sistema erosiu mediterrani lloc de manifest en el ritme de precipitacions i en les temperatures, que afavorix la formació de glacis, rambles i barrancs, potenciats per l'escassa cobertura vegetal que existix en algunes zones. El predomini de calcàries, margues i argiles es manifesta en els cims amb un microkart i espais argilosos com els Cabezos.
Les principals unitats muntanyenques les constituïxen la Serra de Salines, on s'arriba a la màxima altura en el pic de la Capella amb 1.123 msnm d'altitud; el pic de Cabrera (873 m) a la serra del mateix nom; la Peñarrubia (931 m) a la serra de la Penya-rúbia, el Morrón (908 m) en la mateixa serra del Morrón o el cim de la Serra de la Vila (778 m), a les faldes de la qual es troba la ciutat.

### Clima
Villena presenta unes temperatures extremes que poden oscil·lar entre els -8 °C i els + 40 °C. Per la seua banda, la temperatura mitjana se situa en els 6 °C en el mes de gener, mentre que al juliol i agost està entorn dels 24 °C. Tèrmicament Villena presenta les característiques pròpies de la continentalització mesetària, que es manifesta en l'existència d'un veritable hivern, i un estiu en el qual es constata un augment de les temperatures en les hores centrals del dia amb nits molt refrescants.
El període de màximes pluges es registra durant els mesos de primavera i tardor amb cotes molt baixes: entre 350 i 400 mm. Poden arribar fins als 550 mm a la Safra i fins als 450 mm a La Encina Així, el nombre de dies de pluja a la tardor a Villena és, de mitjana, d'11, mentre que la primavera es caracteritza per unes precipitacions de to més feble o moderat. Les altes temperatures i l'escassesa i la irregularitat de precipitacions il·lustren l'aridesa de la plana villenera, que va superant-se a mesura que ens aproximem cap a la part oriental de l'Alt Vinalopó.

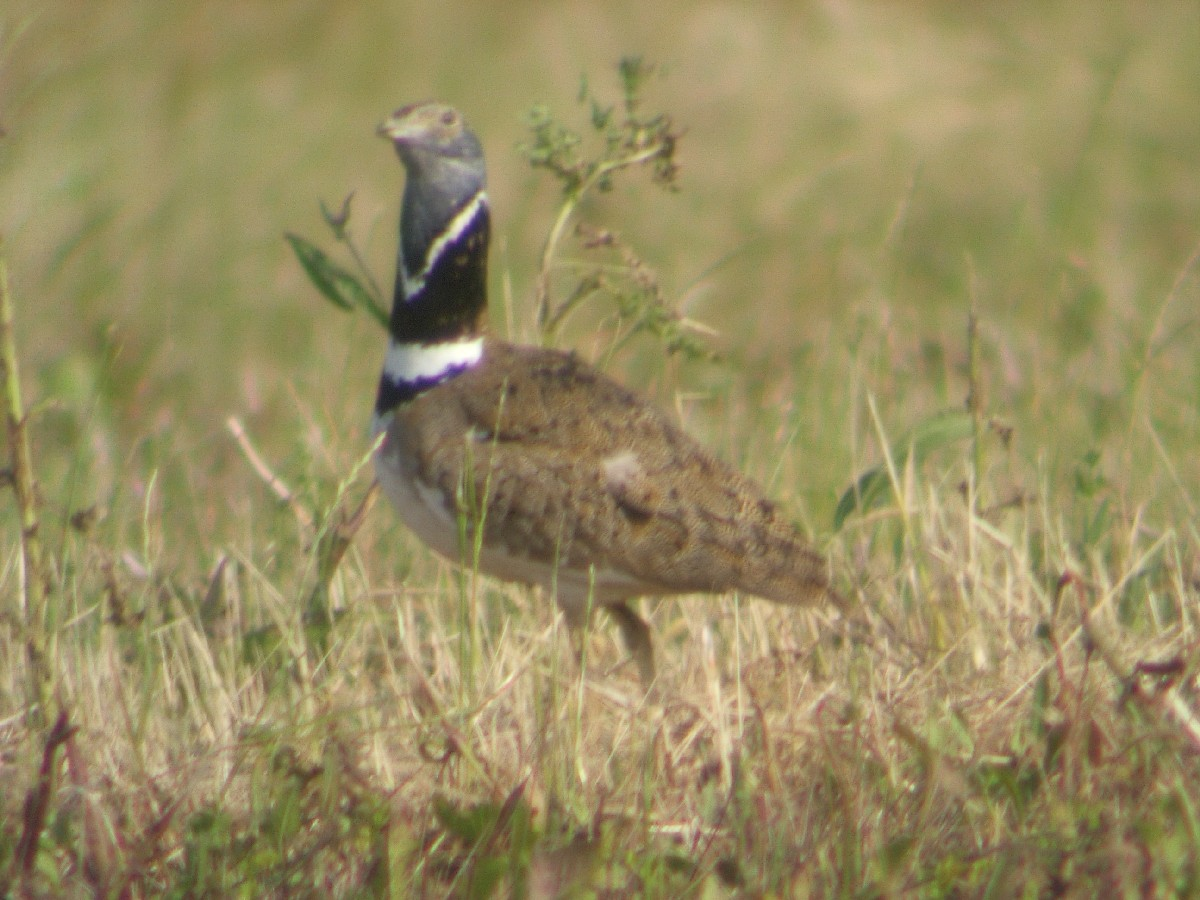
Sisó

### Flora i fauna
A causa de la seua gran diversitat fisiogràfica i faunística, el patrimoni natural de Villena és de gran importància en el context de les Comarques del Sud.
En la Serra de Salines és on més abunda la vegetació boscosa (bosc mediterrani), conservant àmplies zones de carrascal i denses pinedes. És la zona de major diversitat faunística del nostre territori, destacant la geneta, el gat salvatge i el senglar i, entre els animals de caça que habiten el camp, es troben el conill i la perdiu. Completen esta relació les aus rapaces diürnes i nocturnes. En altres serres, de menor vegetació arbòria com són la bajoca i Penya Rossa, predomina el matoll dominat pel romaní, el ginebre, la savina, el timó, plantes que estan àmpliament representades en estes latituds.
Dins del terme de Villena es troben també ambients subesteparis -zones de vegetació molt baixa i aclarida-, acompanyats normalment de cultius cerealistes, com ocorre en el paratge dels Alforins on s'ha reintroduït el xoriguer petit. En altres zones de l'ampli terme es troben dues espècies d'aus úniques en les Comarques del Sud l'Ortega i el Sisó. A més, part d'aquest territori es troba baix la protecció del ZEPA Els Alforins.
Existixen encara zones humides en l'horta de Villena, on apareixen amfibis i un peix conegut com a Fartet -molt escàs- l'únic hàbitat del qual és El Marroc i el sud-est de l'estat espanyol. Quant a la fauna, destaquen els animals de caça com el conill i la perdiu.

### Demografia
| Evolució demogràfica (des de 1877) Censos de població | Evolució demogràfica (des de 1877) Censos de població | Evolució demogràfica (des de 1877) Censos de població |
| ----------------------------------------------------- | ----------------------------------------------------- | ----------------------------------------------------- |
|                                                       |                                                       |                                                       |
|                                                       |                                                       |                                                       |
|                                                       | Font: Institut Nacional d'Estadística                 |                                                       |

| Població | 31.760 | 32.111 | 32.892 | 33.455 | 33.889 | 34.185 | 34.186 | 34.523 | 34.928 | 35.222 | 34.968 | 34.966 | 34.966 | 34.834 |

### Infraestructures

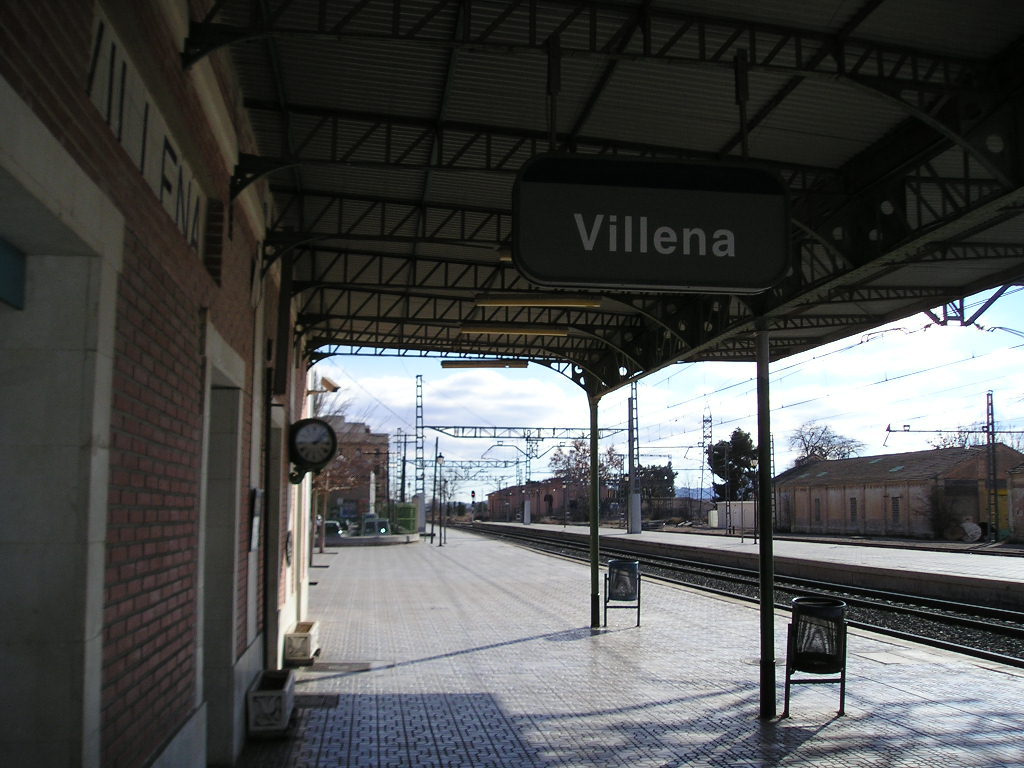
Estació de ferrocarril de Villena

Villena està situada en un enclavament estratègic conegut com a "Passadís de Villena", que ha afavorit el desenvolupament d'unes bones infraestructures en les xarxes de comunicació tant per ferrocarril com amb autovies modernes que la unixen amb l'altiplà central i la Costa Alacantina, així com amb Andalusia i les Comarques del Xúquer-Túria.
A més, a través d'una sèrie de carreteres locals i comarcals, es comunica amb els pobles veïns que formen la comarca natural del riu Vinalopó i amb les de l'Alcoià-Comtat, la Vall d'Albaida com també amb les poblacions limítrofes de les províncies de Múrcia i Albacete, com són Iecla i Cabdet.
En esta xarxa de comunicacions en 40 minuts per autovia s'arriba a Alacant i a l'aeroport de l'Altet, i en una hora, a ciutats com València, Múrcia i Albacete.

## Història

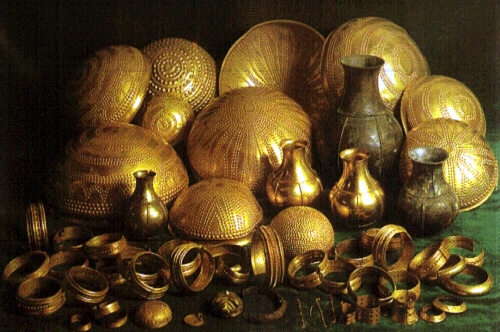
Tresor de Villena, la major troballa àuria de la prehistòria a la península Ibèrica i la segona major de tot Europa.

Lloc ja d'important poblament en l'antiguitat, com revelen les restes arqueològiques i les artístiques. Hi ha constància de poblament en la zona des del Paleolític mitjà. Es pensa que la primera menció a la ciutat com a tal és la de Blntla al tractat d'Oriola, encara que no se sap amb seguretat. No obstant això, està discutit si la ciutat actual data d'època visigoda o anterior, encara que amb total seguretat existia al segle xi, durant el període àrab La reconquesta cristiana als àrabs és realitzada devers el 1240 per cavallers de l'orde de Calatrava, de manera autònoma respecte a Jaume el Conqueridor. Així doncs, es van incomplir pactes anteriors que deixaven a l'òrbita castellana aquesta plaça. El tractat d'Almizra del 1244 la va retornar a la corona de Castella. Després de la conquesta cristiana, passa a ser Senyoriu, Principat, Ducat i finalment Marquesat, fins que el poble, encoratjat pels Reis Catòlics, es rebel·la contra el marquès. Ferran III de Castella va concedir este i altres llocs a son fill en Manel en senyoriu. El 1276 en Manel oferia als villeners el fur de Lorca, amb tota una reglamentació de la vida civil i administrativa. Els senyors de Villena arribaren a ostentar amplis poders polítics i judicials, així com gran capacitat per a imposar tributs. A les primeries del segle xiv, quan hom produïx l'annexió al Regne de València de diverses terres en l'actual província d'Alacant, Villena com a part del senyoriu d'en Joan Manel, prosseguix vinculada a la corona de Castella. Enric II, concessor de diverses mercès, va convertir al senyoriu en marquesat en favor d'Alfons d'Aragó.
El 1445 passà a mans de Joan Pacheco i el 1480, després de l'oposició mostrada per Didac López Pacheco, fou incorporat al Reial Patrimoni pels Reis Catòlics, si bé va conservar diversos trets autònoms. El 1525 Carles V li concedix el títol de ciutat. Este és el moment de major prosperitat econòmica, com proven els monuments que han arribat fins a l'actualitat. A partir del segle xvi s'obri un període de tranquil·litat, trencat només per les guerres en què es veurà immersa esta zona d'Espanya. Malgrat que el 1858 s'inaugurà una estació de ferrocarril, l'economia continuà sent essencialment agrícola fins a l'èxode rural dels anys 60. A partir d'aleshores, el model econòmic canvià ràpidament i en l'actualitat l'economia es basa principalment en el sector terciari i la indústria, destacant les del calcer, la construcció i els mobles.
Durant la guerra de Successió entre Àustries i Borbons, Villena va lluitar a favor d'estos últims en la figura de Felip V, cosa que li feu guanyar el títol de: «Molt noble, molt lleial i fidelíssima». En la divisió provincial que establixen els liberals en el segle xix, Villena forma part d'Alacant (1836).
La ciutat conserva un important conjunt històric, compost pels seus dos castells i les diverses esglésies, ermites, palaus i places, així com un important patrimoni museístic, en el que destaca el Museu Arqueològic José María Soler. Entre els principals esdeveniments culturals hi ha les festes de Moros i Cristians (amb el nombre més alt de festers de totes) i el Concurso de Jóvenes Intérpretes "Ruperto Chapí". El 1982 es creà la Biblioteca Pública Municipal de Villena.

## Llengua
Villena es troba dins del predomini lingüístic oficial del castellà, ja que la ciutat, malgrat haver estat conquerida per Jaume I, va pertànyer a Castella fins al 1836, any que va passar a formar part de la província d'Alacant arran de la divisió provincial. Per tant, i per les qüestions històriques que han empitjorat la situació del valencià, la potenciació de l'ús del valencià a Villena no comença fins a la formació com a comunitat autònoma del País Valencià, el 1982.
Segons el cens de 1991, el 65,9% de la població de l'Alt Vinalopó pertanyia a Villena, i el grau de coneixement es distribuïa de la següent manera: 
| Villena | 29,9% | 5,1% | 3,4% | 1,0% |

Les quantitats eren mínimes comparades amb les d'altres poblacions de la comarca com La Canyada de Biar o Biar, on quasi el 100% de la població l'entenia i aproximadament el 90% el sabia parlar, i eren menors fins i tot que les de Saix i Salines, els altres dos municipis de predomini lingüístic castellà.
Gràcies al fet que des de 1991 han augmentat les mesures per a la difusió del valencià en tot el País Valencià, ha existit un augment de la presència del valencià a Villena. Així, en 2001 les xifres publicades per la Conselleria d'Educació per a tota la comarca eren sobre un 20% de mitjana major que en les d'onze anys abans, tenint en compte que el 15,6% de la població pertany a municipis de predomini lingüístic valencià.
| Alt Vinalopó | 69,37% | 24,47% | 26,07% | 12,41% |

## Toponímia
El primer topònim del qual es té constància és el Ad Turres que apareix als Vasos Apol·linars, que ha sigut identificat amb alguna de les villae romanes o postes de l'itinerari de la Via Augusta, en algun punt entre Villena i la Font de la Figuerra. Prop d'esta última es té constància d'una torre citada com ja en ruïnes al segle xiv. Quant a l'origen del terme Villena, hi ha certa polèmica. Menéndez Pidal proposa que hauria evolucionat d'un hipotètic antropònim Bellius o Vellius i el sufix -ana, tal com Lucena (Lucius + -ana) o Maracena (Marcus + -ana), que donarien la forma romana Belliana o Velliana. No osbtant això, ni Belliana ni Bellius s'han documentat en època romana, a més del fet que l'evolució de Belliana a Villena comporta certes dificultats fonètiques. Per tant, Domene Verdú indica que l'origen del topònim seria el terme بليانة Bilyāna, netament àrab, i significaria "l'omplida (per Al·là) Esta forma àrab, documentada a partir del segle xi, hauria evolucionat de dues maneres distintes. D'una banda, seguint les normes del castellà medieval, a Belliena, com apareix en la Historia Roderici (sobre 1180). Esta forma, però, hauria desaparegut arran de la conquesta cristiana de 1241 a favor de la forma Billena, segons les regles fonètiques pròpies de l'aragonès, que paralarien la major part dels repobladors cristians. A partir del segle xv, i atraiguda la grafia per la paraula villa (vila) degut a la ja majoritària confusió de b i v entre els parlants de castellà, es consolida la forma Villena, que ha restat inalterada fins a l'actualitat.

## Cultura
Villena ostenta la categoria històrica de ciutat, amb els títols de «Molt Noble, Molt Lleial i Fidelíssima». Dels Manuels va obtindre el títol de «Vila» i els de «Molt Noble i Molt Lleial» en data incerta. Va ser Carles V el qui li va atorgar el títol de «Ciutat» el 1525, com a agraïment a l'ajuda que havia prestat la, llavors, vila als seus avis, els Reis Catòlics. Després de la guerra de Successió espanyola, en la que Villena lluità a favor de Felip V, este li va atorgar el títol de «Fidelíssima».
L'escut de Villena s'ha utilitzat de manera tradicional almenys des del 1477, encara que no va tindre la consideració d'oficial fins al 27 de novembre de 2010. El disseny oficial, realitzat per professors en heràldica i catedràtics dirigits per Inocencio Galindo, té la següent descripció:
| « | Escut quadrilong quarterat en sautor amb un cinqué quarter circular sobre el tot. 1r, d'atzur, un castell d'or donjonat de tres torres, aclarit de gules i maçonat de sable; 2n, d'argent, un lleó rampant de porpra linguat i unglat de gules; 3r de gules, una mà d' argent alada d'or empunyant una espasa desembeinada d'argent; 4t, d'or, tres arbres arrencats i terrassats, del seu color; i 5é, d'atzur amb filiera d'argent, s'observen dos peixos encontrats d'argent. Per timbre una corona de marquès. | » |

El lleó i la mà alada són herència de l'infant Joan Manuel, senyor de la ciutat. El castell recorda la pertinença històrica de la vila a la Corona de Castella, i els tres pins i l'estany fan referència al paratge natural de la llacuna de Villena, la seva major font de riquesa. La corona és en record del marquesat de Villena, títol nobiliari concedit per Joan II de Castella a Juan Pacheco.
Fins que no es va oficialitzar, hi hagué desacord en la posició de la figura del lleó: uns defensaven la figura tal com hi era a l'últim escut que utilitzà l'Ajuntament, i altres consideraven que hauria hagut d'intercanviar-se l'ordre dels quarters segon i tercer, i que el lleó mirara a la destra, com es veu en el segell que feia servir el municipi des de, si més no, 1477 fins al 1918.

### Monuments

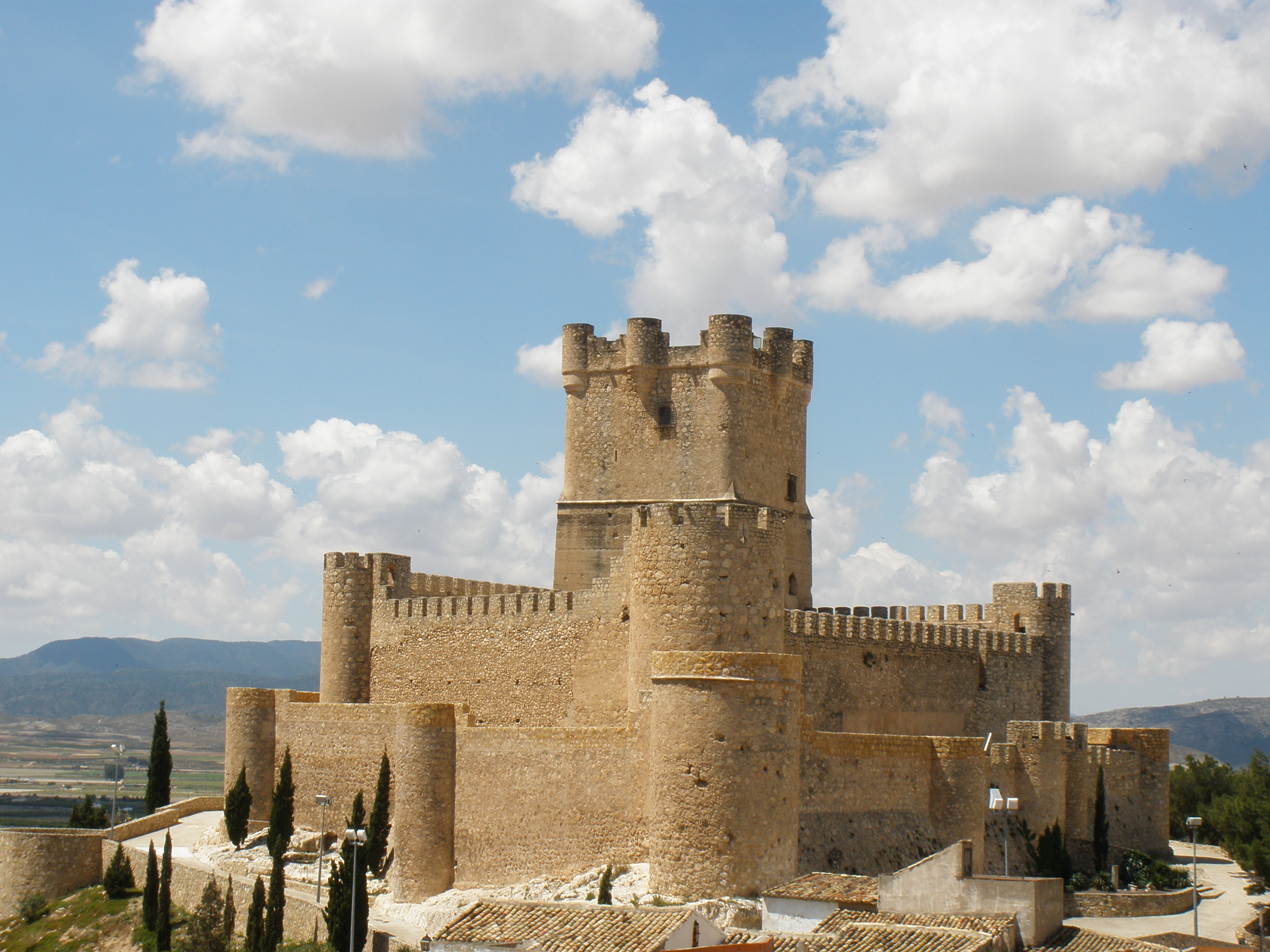
El Castell de la Talaia

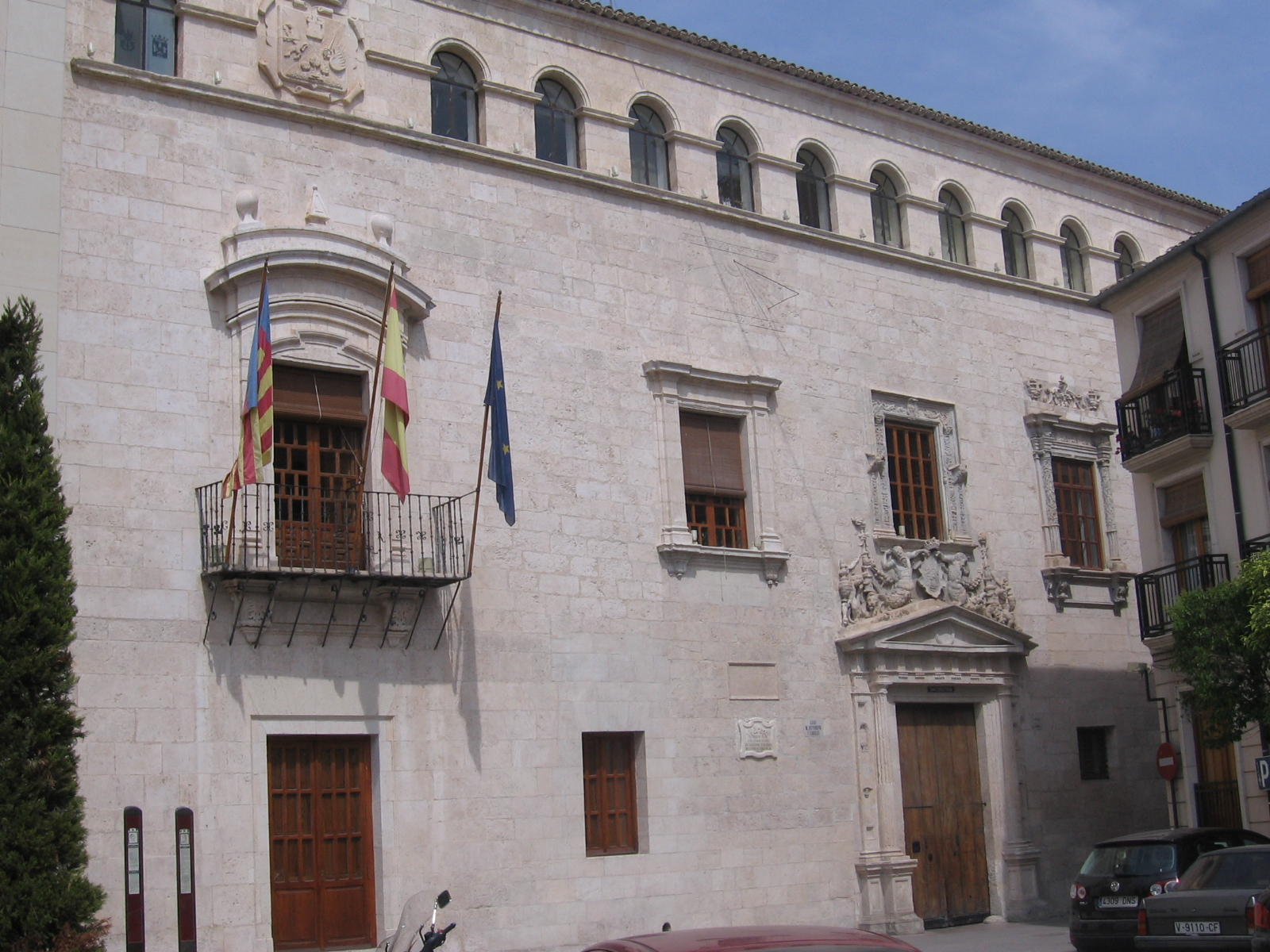
El Palau Municipal

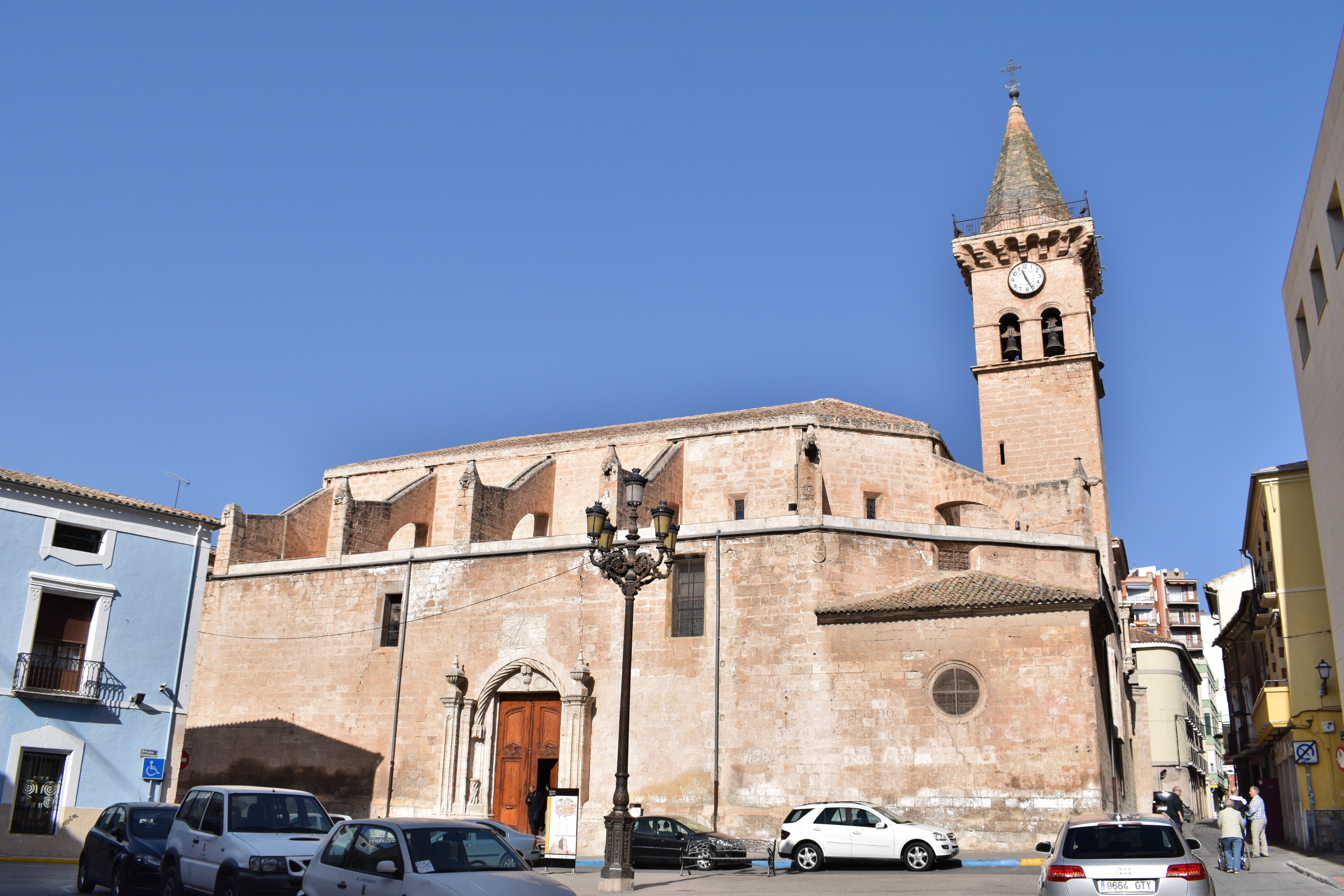
L'Església arxiprestal de Sant Jaume

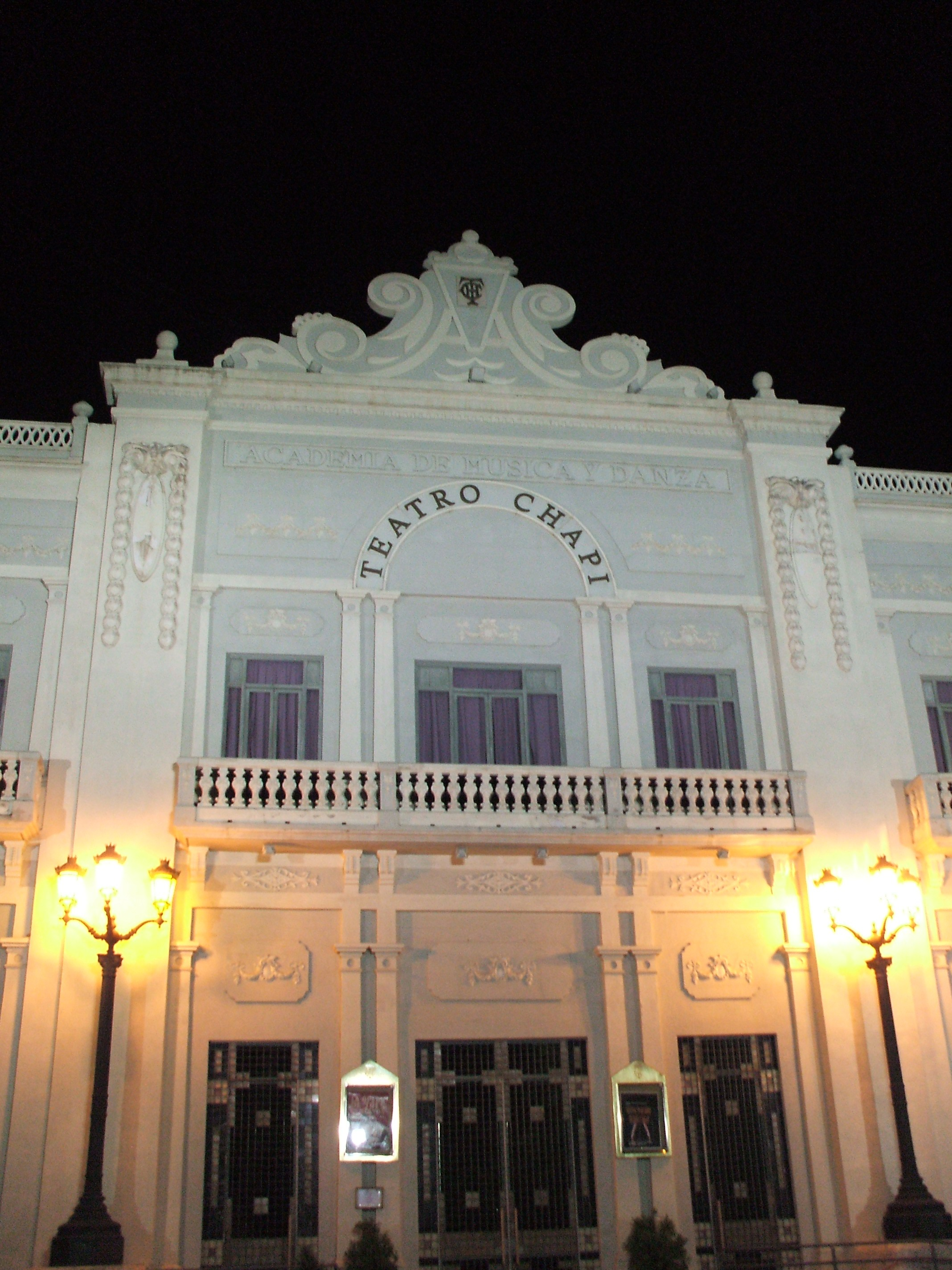
Porta d'accés al teatre

- Centre Històric: s'estén al voltant del Castell de la Talaia, on es concentren la gran majoria dels monuments de la ciutat. Va ser declarat Conjunt Històric-Artístic el 1968.[13]

- Castell de la Talaia: va ser edificat pels àrabs al voltant del segle xii.[26] Consta de dos línies de muralla, destacant en la interna la torre mestra, de planta quadrada i de dos cossos. Les cobertes de les dues primeres estances estan formades per voltes almohades, d'importància excepcional per ser, amb les del veí castell de Biar, les més antigues del seu estil a Espanya.[27] Va ser declarat Monument Històric-Artístic el 1931.[28]

- Castell de Salvatierra: es va construir al voltant del segle x sobre les ruïnes d'un antic poblat iber i va seguir en ús fins al segle xiv, quan fou substituït pel de la Talaia. En l'actualitat està, en quasi la seua totalitat, reduït a ruïnes, però encara pot apreciar-se la seua estructura àrab original i els afegits posteriors. Ha sigut de gran interès per a l'estudi de l'edat mitjana en la comarca.

- Palau Municipal: es va edificar a principis del segle xvi. Va servir primer com a casa-abadia, després propietat del capítol eclesiàstic i posteriorment l'adquirí el Consell de la Ciutat per a Cases Consistorials. La seua construcció s'atribuïx a Jacobo Fiorentin i no es descarta la participació de Jerónimo Quijano, continuador d'aquell en la catedral de Múrcia. Destaquen la portada i el pati d'arcs carpanells sobre columnes toscanes. Va ser declarat Monument Històric-Artístic el 1968.[29]

- Església Arxiprestal de Sant Jaume: la seua construcció començà el segle xiv i es tracta d'uns dels conjunts gòtic-renaixentistes més importants de la Comunitat Valenciana.[30] La seua planta de tres naus i les seues columnes torses es poden considerar típiques del gòtic català, si bé adquirixen ací una major monumentalitat, a més de ser les més antigues construïdes en un edifici religiós. Al segle xvi s'introduïxen els elements renaixentistes més destacats com ara la porta d'accés a la sagristia i l'aula capitular, les fonts baptismals i les dues finestres del primer pis de la torre. Va ser declarada Monument Històric-Artístic Nacional el 1931.[31]

- Església de Santa Maria: es va alçar sobre una antiga mesquita musulmana el segle xvi. Té una sola nau i les seues voltes de creueria descarreguen en pilars amb semicolumnes adossades amb relleus renaixentistes. La façana està emmarcada per un pòrtic barroc, mentres que la torre s'equipara a la de Sant Jaume.

- Santuari de Nostra Senyora de les Virtuts: situat en la pedania de Las Virtudes (Les Virtuts), a uns 5 km de Villena, guarda la imatge de la patrona de la ciutat. S'advertixen diverses èpoques constructives. La primitiva ermita es remunta a la segona mitat del segle xv. La portada d'accés al temple és renaixentista. El claustre és molt senzill, amb arcs de mig punt recolzats sobre pilars de rajol. L'església ha sigut objecte de diverses intervencions, però el seu aspecte general la lliga a l'últim gòtic. Va ser declarat Conjunt Històric el 1976.[32]

- Teatre Chapí: està dedicat a Ruperto Chapí Lorente. Les obres van començar el 7 de setembre de 1914 i s'inaugurà el 5 de desembre de 1925. Destaca la diversitat d'estils arquitectònics: les dos façanes laterals i la zona de la caixa de l'escenari guarden encara el sabor del modernisme historicista de vessants neoàrabs, mentres que la façana principal, construïda entre 1922 i 1923, és de tipus classicista, tractat amb una certa nuesa o fredor per l'escassa decoració. Va reobrir-se al públic l'abril de 1999. Actualment, és un dels teatres més actius de la Comunitat Valenciana, representant obres de qualitat a escala nacional i, a vegades, internacional.

- Plaça de Bous de Villena: es va inaugurar el 1924 i va tindre capacitat per a 10.000 persones.[33] En l'actualitat es troba fora d'ús i en mal estat de conservació, encara que és una obra d'interès per les grans dimensions, el caràcter massís, la situació exempta i les característiques formals de la seua arquitectura: accés i finestres d'arcs neoàrabs apuntats, pilarets i ràfecs metàl·lics a l'últim pis.[34] El dia 7 de setembre de 1959 en la plaça de bous de Villena va estar present el premi Nobel Ernest Hemingway.[35] Des de 2007 existix un pla de rehabilitació i conversió en edifici multiús.[36]

- Cabezo Redondo: poblat argàric habitat entre els segles xvi i x aC la importància cultural i econòmica del qual queda patent per importants troballes, com ara el Tresoret del Cabezo Redondo i probablement també el Tresor de Villena, trobat a uns 5 km del poblat.[37] Va ser inclòs en el Conjunt Històric-Artístic de Villena i declarat terreny d'utilitat pública el 1968.[38]

### Places i jardins

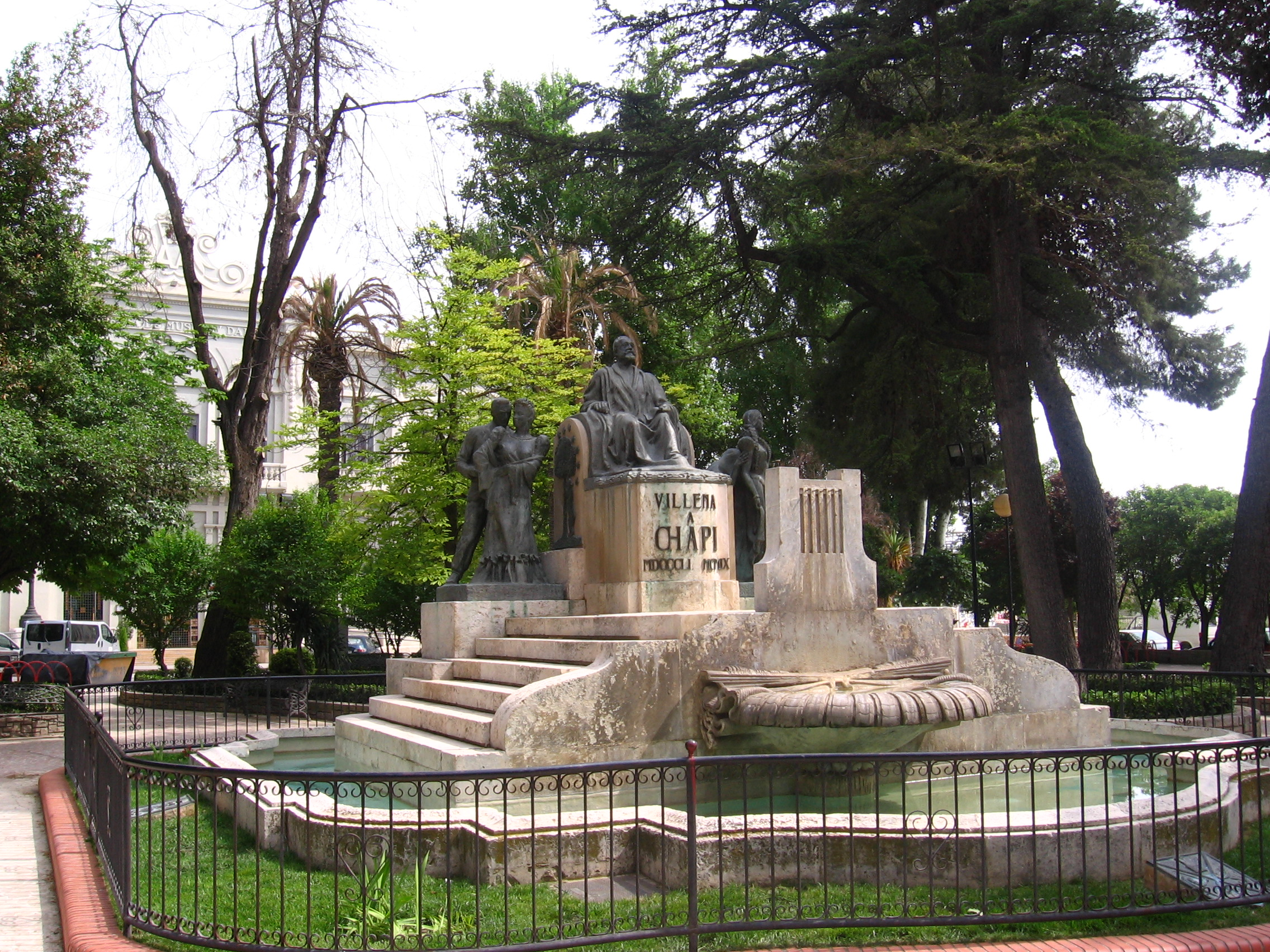
Monument a Ruperto Chapí al passeig homònim.

- Plaça de Sant Jaume: constituïx l'espai urbà més representatiu del centre històric de Villena. De traçat irregular, al seu voltant es troben l'església de Sant Jaume, d'estil gòtic; el Palau Municipal, renaixentista; la Casa Selva, decimonònica; i la Casa de la Cultura, postmodernista.

- Plaça Major: seguix la tradició de les places majors espanyoles. Originalment, fou un espai obert per a reunions del Consell Municipal, fins que el 1560 es decidix edificar a l'angle nord l'Almodí. Del segle xix data la font i el safareig semicircular.[39] Està incoada com a monument pertanyent al Conjunt Històric-Artístic del Casc Antic de Villena, encara que el 1977 es començaren tràmits de desincoació per a declarar-la Monument Històric-Artístic.[40]

- Monument a Ruperto Chapí: es troba al Passeig de Chapí i el va construir el 1947 l'escultor villener Antonio Navarro Santafé. Està presidida per una escultura sedent de Chapí, al que rodegen figures al·legòriques de dos obres seues: "La bruja", a la seua esquerra i "La revoltosa", a la seua dreta. L'any 1998 i a causa del notable deteriorament de la pedra, va ser substituïda per la rèplica actual en bronze. L'escultura original presidix el vestíbul del Teatre Chapí.

### Museus

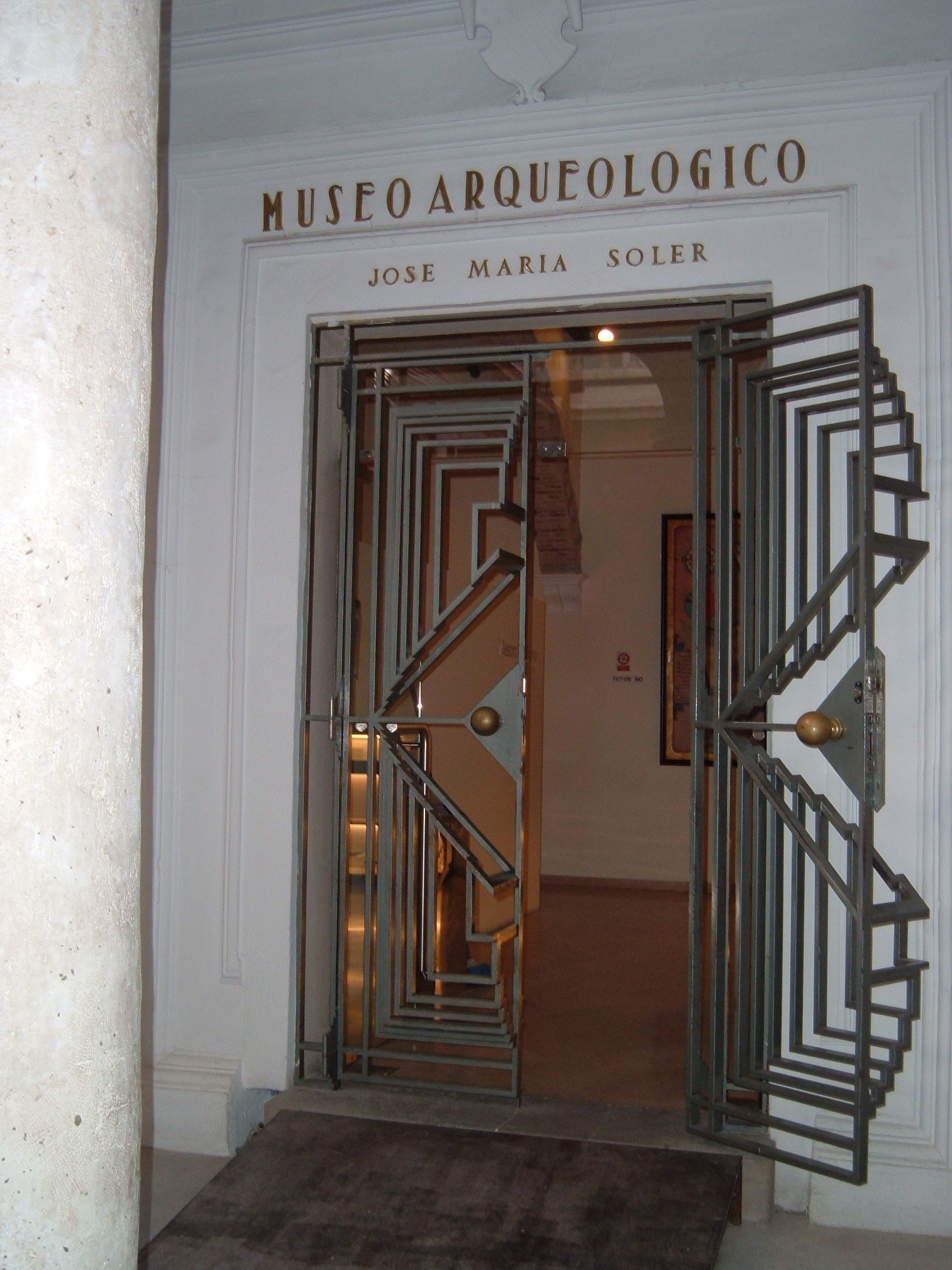
Entrada al Museu Arqueològic.

El Museu Arqueològic José María Soler es va fundar el 1957 amb els materials donats a l'Ajuntament per José María Soler García. Exhibix vestigis que documenten l'ocupació humana de la comarca durant un període de més de cinquanta mil anys. En les seues vitrines es troben objectes des del Paleolític mitjà fins al segle xix. La troballa més destacada és el Tresor de Villena que està compost per quasi 10 quilos d'or i 600 grams de plata i ha sigut declarat bé d'interès cultural. Similar a ell és el Tresoret del Cabezo Redondo. Són importants també les peces iberes de la dama de Cabdet, la Lleona del Zaricejo i l'arracada de la Condomina.

## Economia
Durant l'Antic Règim, a Villena es desenvolupa una economia bàsicament agrària, amb forta desigualtat en la distribució de la propietat i progrés des de l'edat mitjana d'una classe de llauradors més acabalats. L'economia se centrava en la ramaderia, que perd la tradició transhumant de l'edat mitjana, i en els conreus de secà, principalment cereals, que són objecte de comerç amb les veïnes terres de Castella i València. El desenvolupament del regadiu va arribar a les primeries del segle xviii a la redacció de dues ordenances successives amb una exhaustiva reglamentació. El 1803, la dessecació de la llacuna augmentaria les possibilitats de comptar amb terres regades. Juntament amb l'activitat agrària s'hi desenvolupen activitats industrials lligades a ella: molins fariners, tèxtil de fibres vegetals, destil·leries. El desenvolupament comercial hi fou facilitat per la concessió d'una sèrie de privilegis i per la celebració de fires. Els canvis del segle xix, desvinculació de les desamortitzacions eclesiàstica i civil, principalment, dugueren a un important traspàs de terres del clergat, els municipis i la petita noblesa a elements de la burgesia autòctona i forastera. Eixe procés de concentració burgès de la propietat hi facilità en la segona meitat del segle xix el desenvolupament capitalista de l'agricultura, amb el cultiu de productes comercials, com ara el cep, les hortalisses, els fruitals i, en menor mesura, l'olivera. Per a eixa expansió, també va jugar un important paper el ferrocarril Madrid-Alacant.

### Segles XX i XXI
El fort pes que hi adquirix l'element assalariat i jornaler portarà a una important difusió de l'anarquisme i del socialisme amb una actuació clara en moments precisos com ara la vaga del 1917 i la segona República. Durant la guerra civil, a Villena es desenvolupa una experiència única en tot el País Valencià en crear-se un organisme econòmic, integrat per elements de la UGT i la CNT, que administrava la socialització de tots els béns intervinguts en les diverses activitats productives i de distribució. El període franquista va suposar una desmobilització general de la població obrera a través de l'Organización Sindical, que a Villena va comptar amb una de les seues seus comarcals i una gran activitat centrada en la formació professional, actuació d'Educación y Descanso, creació de diferents serveis.
El recent desenvolupament industrial de Villena s'ha centrat, a banda de les activitats de consum local, en el sector del calcer, en menor mesura el tèxtil i més endavant la construcció, la qual cosa ha contribuït a explicar el progressiu creixement demogràfic, amb una forta atracció immigratòria. El sector agrari, basat tradicionalment en les abundants aigües, ha vist com estes disminuïen notablement degut a la sobreexplotació dels aqüífers. Tanmateix, continuen tenint una certa importància els conreus de productes hortícoles: carlotes, espinacs, lletugues, cols, etc. i fruites: cireres, peres, pomes i prunes, entre d'altres.

## Política i govern

### Composició de la Corporació Municipal
El Ple de l'Ajuntament està format per 21 regidors. En les eleccions municipals de 26 de maig de 2019 foren elegits 7 regidors del Partit Popular (PP), 7 del Partit Socialista del País Valencià (PSPV-PSOE), 5 de Los Verdes de Europa-Compromís Municipal (LVE) i 2 de Ciutadans - Partit de la Ciutadania (Cs).
| Eleccions municipals de 26 de maig de 2019 - Villena                                                                                    |                                          |                                     |                                     |         |          |          |
| Candidatura | Candidatura                              | Candidatura                         | Cap de llista                       | Vots    | Vots     | Regidors |
| | Partit Popular                           |                                     | José Hernández Sánchez              | 5.053   | 29,35%   | 7 ()     |
| | Partit Socialista del País Valencià-PSOE |                                     | Fulgencio José Cerdán Barceló       | 4.504   | 26,15%   | 7 (+4)   |
| | Verdes de Europa-Compromís Municipal     |                                     | Patxi Esquembre Menor               | 3.622   | 21,04%   | 5 (-6)   |
| | Ciutadans - Partit de la Ciutadania      |                                     | Carmen Martínez Clemor              | 1.436   | 8,34%    | 2 (+2)   |
| | Altres candidatures                      |                                     |                                     | 2.436   | 14,14%   | 0        |
| | Vots en blanc                            |                                     |                                     | 167     | 0,98%    |          |
| Total vots vàlids i regidors | Total vots vàlids i regidors             | Total vots vàlids i regidors        | Total vots vàlids i regidors        | 17.218  | 100 %    | 21       |
| | Vots nuls                                | Vots nuls                           | Vots nuls                           | 198     | 1,14%    |          |
| Participació (vots vàlids més nuls) | Participació (vots vàlids més nuls)      | Participació (vots vàlids més nuls) | Participació (vots vàlids més nuls) | 17.416  | 66,65%** |          |
| Abstenció | Abstenció                                | Abstenció                           | Abstenció                           | 8.713*  | 33,35%** |          |
| Total cens electoral | Total cens electoral                     | Total cens electoral                | Total cens electoral                | 26.129* | 100 %**  |          |
| Alcalde: Fulgencio José Cerdán Barceló (PSPV) (15/06/2019) Per majoria absoluta dels vots dels regidors (12 vots: 7 de PSPV i 5 de LVE) |                                          |                                     |                                     |         |          |          |
| Fonts: JEC, JEZ Villena, M. Interior, Periòdic Ara. (* No són vots sinó electors. ** Percentatge respecte del cens electoral.)          |                                          |                                     |                                     |         |          |          |

### Alcaldes
Des de 2019 l'alcalde de Villena és Fulgencio José Cerdán Barceló de PSPV-PSOE.
| Període                       | Alcalde o alcaldessa          | Partit polític | Data de possessió | Observacions |
| ----------------------------- | ----------------------------- | -------------- | ----------------- | ------------ |
| 1979–1983                     | Ramón Navarro Díaz            | PSPV-PSOE      | 19/04/1979        | --           |
| 1983–1987                     | Salvador Mullor Menor         | PSPV-PSOE      | 28/05/1983        | --           |
| 1987–1991                     | Salvador Mullor Menor         | PSPV-PSOE      | 30/06/1987        | --           |
| 1991–1995                     | Salvador Mullor Menor         | PSPV-PSOE      | 15/06/1991        | --           |
| 1995–1999                     | Vicente Rodes Amorós          | PP             | 17/06/1995        | --           |
| 1999–2003                     | Vicente Rodes Amorós          | PP             | 03/07/1999        | --           |
| 2003–2007                     | Vicenta Tortosa Urrea         | PSPV-PSOE      | 14/06/2003        | --           |
| 2007–2011                     | Celia Lledó Rico              | PP             | 16/06/2007        | --           |
| 2011–2015                     | Patxi Esquembre Menor         | LVE            | 11/06/2011        | --           |
| 2015–2019                     | Patxi Esquembre Menor         | LVE            | 13/06/2015        | --           |
| 2019-2023                     | Fulgencio José Cerdán Barceló | PSPV-PSOE      | 15/06/2019        | --           |
| Des de 2023                   | Fulgencio José Cerdán Barceló | PSPV-PSOE      | 17/06/2023        | --           |
| Fonts: Generalitat Valenciana |                               |                |                   |              |

## Personatges destacats
Cultura
- Abū l-Hasan Rāshid ibn Sulaymān (s. XI). Va ser un poeta andalusí.[52][5] És, a més, el primer villener del qual coneixem el seu nom.
- Joan Manuel de Castella (1282-1348). Encara que va nàixer a Escalona (Toledo), va ser nomenat Senyor, Príncep i Duc de Villena, i va residir durant llargs períodes a la ciutat[53]

- Ambrosio Cotes (1550-1603). Va ser un compositor, Mestre de Capella de l'Església Arxiprestal de Sant Jaume de Villena i posteriorment de la Capella Reial de Granada i de la Catedral de Sevilla.

- José García Hidalgo (1645-1717). Va ser un pintor barroc, que arribà a ser nomenat pintor de cambra honorari de Felip V.[54]

- Ruperto Chapí Lorente (1851-1909). Va ser un compositor de sarsueles. Les seues obres més destacades són La tempestad (1882), La bruja (1887), El rey que rabió (1891), El tambor de granaderos (1896) i La revoltosa (1897).[55]

- Quintín Esquembre Sáez (1885-1965). Va ser un compositor i és autor, entre altres obras, del famós pas-doble La Entrada (1925), dedicat a esta desfilada de la festa de Moros i Cristians de Villena, i de la sarsuela Si vas a Calatayud.

- José María Soler García (1905-1996). Va ser un arqueòleg, escriptor i investigador que dedicà la major part de la seua vida a estudiar Villena i la seua comarca. Va fundar el museu arqueològic de la ciutat, al qual se li donà el nom de Museu Arqueològic José María Soler després que descobrira el Tresoret del Cabezo Redondo i el Tresor de Villena.

- Antonio Navarro Santafé (1906-1983). Va ser un escultor que destacà sobretot per les seues obres animalístiques. És autor, entre otres, de la Estátua de l'Ós i l'Arboç (Estatua del Oso y el Madroño), símbol de la ciutat de Madrid i del Monument al Cavall de Jerez de la Frontera.[56] A Villena va realitzar el Monument a Ruperto Chapí i la nova efígie de Nostra Senyora de les Virtuts.

- Sebastián García Martínez (1942-1986). Va ser un escriptor e historiador.[57] Arribà a ser professor titular d'Història Moderna en la Universitat de València, vicerector de la Universitat Literària i director del Col·legi Major Universitari Lluís Vives.[58]

- Gaspar Ángel Tortosa Urrea (1966-). És un compositor, premiat principalment per la seua música festera.

Política
- Joaquín María López (1798-1855). Va ser un polític, jurisconsult i escriptor. Arribà a ser Senador del Regne i Ministre togat del Tribunal de Guerra y Marina.

- Antonio Pérez Torreblanca (1900-1954). Va ser diputat i membre del Consell d'Estat d'Espanya durant la Segona República Espanyola.[59]

Exèrcit
- Ángel Hernández Menor (1880?-1928). Va ser tinent de Cavalleria i obtingué la Creu Llorejada de Sant Ferran per mèrits en la Guerra del Rif el 1928.

Religió
- Pablo Menor (1899-1992). Va ser un jesuïta que realitzà una important llavor evangèlica a Espanya i al Perú.[60]